# توپ طلای ۱۹۶۰
توپ طلای ۱۹۶۰ (فرانسوی: 1960 Ballon d'Or‎) پنجمین رویداد سالیانهٔ توپ طلا بود که از سوی مجلهٔ فرانس فوتبال به بهترین بازیکن فوتبال در سال ۱۹۶۰ اعطا گردید که در این سال، لوییز سوارز میرامونتس برندهٔ توپ طلا شد.

## رتبه‌بندی
| ردیف | نام                   | باشگاه                                              | ملیت                             | امتیاز |
| ---- | --------------------- | --------------------------------------------------- | -------------------------------- | ------ |
| ۱    | لوییس سوارز میرامونتس | باشگاه فوتبال بارسلونا                              | اسپانیا                          | ۵۴     |
| ۲    | فرانس پوشکاش          | باشگاه فوتبال رئال مادرید                           | مجارستان                         | ۳۷     |
| ۳    | اووه زلر              | باشگاه فوتبال هامبورگ                               | آلمان غربی                       | ۳۳     |
| ۴    | آلفردو دی استفانو     | باشگاه فوتبال رئال مادرید                           | اسپانیا                          | ۳۲     |
| ۵    | لو یاشین              | باشگاه فوتبال دینامو مسکو                           | اتحاد جماهیر شوروی               | ۲۸     |
| ۶    | ریموند کوپا           | باشگاه فوتبال استاد رنس                             | فرانسه                           | ۱۴     |
| ۷    | جان چارلز             | باشگاه فوتبال یوونتوس                               | ولز                              | ۱۱     |
| ۷    | بابی چارلتون          | باشگاه فوتبال منچستر یونایتد                        | انگلستان                         | ۱۱     |
| ۹    | عمر سیووری            | باشگاه فوتبال یوونتوس                               | ایتالیا                          | ۹      |
| ۹    | هورشت شیمانیک         | باشگاه فوتبال کارلسروهه                             | آلمان غربی                       | ۹      |
| ۱۱   | فرانسیسکو خنتو        | باشگاه فوتبال رئال مادرید                           | اسپانیا                          | ۸      |
| 12   | Borivoje Kostić       | باشگاه فوتبال ستاره سرخ بلگراد                      | جمهوری فدرال سوسیالیستی یوگسلاوی | ۷      |
| ۱۳   | ژوزف یوجلاکی          | RC Paris                                            | فرانسه                           | ۵      |
| ۱۴   | کرت همرین             | باشگاه فوتبال فیورنتینا                             | سوئد                             | ۴      |
| ۱۴   | بابی اسمیت            | باشگاه فوتبال تاتنهام هاتسپر                        | انگلستان                         | ۴      |
| ۱۶   | جیمی گریوس            | باشگاه فوتبال چلسی                                  | انگلستان                         | ۳      |
| ۱۶   | ایوان پتکوف کولیف     | باشگاه فوتبال زسکا صوفیه                            | بلغارستان                        | ۳      |
| ۱۶   | لوئیس دل سول          | باشگاه فوتبال رئال بتیس / باشگاه فوتبال رئال مادرید | اسپانیا                          | ۳      |
| 19   | Károly Sándor         | باشگاه فوتبال ام‌تی‌کی بوداپست                        | مجارستان                         | ۲      |
| 19   | János Göröcs          | باشگاه فوتبال اویپشت                                | مجارستان                         | ۲      |
| 19   | Agne Simonsson        | باشگاه فوتبال رئال مادرید                           | سوئد                             | ۲      |
| 19   | Dragoslav Šekularac   | باشگاه فوتبال ستاره سرخ بلگراد                      | جمهوری فدرال سوسیالیستی یوگسلاوی | ۲      |
| ۲۳   | آنتونیو آنجلیلو       | باشگاه فوتبال اینتر میلان                           | ایتالیا                          | ۱      |
| ۲۳   | بلاگویه ویدینیچ       | Radnički Belgrade                                   | جمهوری فدرال سوسیالیستی یوگسلاوی | ۱      |
| ۲۳   | Erich Hof             | Wiener SC                                           | اتریش                            | ۱      |
| ۲۳   | Gerhard Hanappi       | باشگاه فوتبال راپید وین                             | اتریش                            | ۱      |